# Epidelaxia albostellata
Epidelaxia albostellata är en spindelart som beskrevs av Simon 1902. Epidelaxia albostellata ingår i släktet Epidelaxia och familjen hoppspindlar. Inga underarter finns listade i Catalogue of Life.